# Alpestre
Alpestre är en kommun i Brasilien.   Den ligger i delstaten Rio Grande do Sul, i den södra delen av landet, 1 400 km söder om huvudstaden Brasília. Antalet invånare är 8 027. Arean är 329 kvadratkilometer.
Terrängen i Alpestre är lite kuperad.
I omgivningarna runt Alpestre växer huvudsakligen savannskog. Runt Alpestre är det ganska glesbefolkat, med 27 invånare per kvadratkilometer.